# XIII (serie televisiva)
XIII (XIII: The Series) è una serie televisiva franco-canadese trasmessa su Showcase dal 19 aprile 2011 al 2 luglio 2013.
Basata sull'omonimo fumetto di Jean Van Hamme e William Vance, a sua volta ispirato dal romanzo Un nome senza volto (The Bourne Identity), la serie vede protagonista Stuart Townsend nei panni di un ex agente segreto che dopo aver perso la memoria va alla ricerca del suo passato. Parte del cast tecnico e artistico aveva già lavorato alla miniserie del 2008 XIII - Il complotto (XIII: The Conspiracy).
La seconda stagione è stata trasmessa in Francia nei mesi di ottobre e novembre 2012.

## Trama
XIII ha lo stesso numero romano tatuato sul collo: questo lo aiuta a ricordargli la sua identità passata, che dovrà cercare di ricostruire con le sue sole forze mentre un'organizzazione segreta anti-governativa dispiega tutte le sue forze per vederlo morto. 
A complicare la situazione la presenza di due donne: Sam, amica e alleata del protagonista, e Jones, misteriosa agente dei servizi segreti con cui XIII ha avuto una storia in passato.

## Episodi
| Stagione         | Episodi | Prima TV Canada | Prima TV Italia |
| ---------------- | ------- | --------------- | --------------- |
| Prima stagione   | 13      | 2011            | 2012            |
| Seconda stagione | 13      | 2013            | 2015            |

## Personaggi e interpreti
- XIII, interpretato da Stuart Townsend.
- Agente speciale Lauren Jones, interpretata da Aisha Tyler.
- Irina Svetlanova, interpretata da Virginie Ledoyen.
- Samantha "Sam" Taylor, interpretata da Caterina Murino.
- Direttore Samuel Amos, interpretato da Greg Bryk.
- Presidente Ben Carrington, interpretato da Stephen McHattie.
- Walter "Wally" Sheridan, interpretato da Ted Atherton.
- Direttore Frank Giordino, interpretato da Paulino Nunes.